# Giornate, anni e decenni internazionali
Le giornate internazionali, gli anni internazionali e i decenni internazionali definiscono un lasso di tempo dedicato alla sensibilizzazione nei confronti di un argomento di interesse internazionale. Molte di queste ricorrenze sono state istituite e promosse dall'Assemblea generale delle Nazioni Unite, dal Consiglio economico e sociale delle Nazioni Unite o dall'UNESCO, in questi casi l'agenzia di riferimento affianca un logo dedicato a quello dell'agenzia e sostiene e coordina la promozione dell'evento con le proprie infrastrutture, presentando inoltre un resoconto scritto sulle diverse attività svolte nel mondo in occasione dell'evento e contenente le raccomandazioni per le occasioni successive.
Di seguito l'elenco dei giorni, anni e decenni dedicati ad argomenti specifici. Sono indicate anche giornate nazionali definite da istituzioni italiane.

## Giorni
| Data                                   | Nome | Istituito da/Riconosciuto da                               |
| -------------------------------------- | --- | ---------------------------------------------------------- |
| Gennaio                                | |                                                            |
| 1º gennaio                             | Giornata mondiale della pace                                                                                               | Chiesa cattolica                                           |
| 4 gennaio                              | Giornata mondiale del Braille                                                                                              | ONU (A/RES/73/161)                                         |
| 14 gennaio                             | Giornata mondiale della logica                                                                                             |                                                            |
| 24 gennaio                             | Giornata internazionale dell'educazione                                                                                    | ONU (A/RES/73/25)                                          |
| 27 gennaio                             | Giorno della Memoria | ONU (A/RES/60/7)                                           |
| 28 gennaio                             | Giornata europea della protezione dei dati personali                                                                       | Consiglio d'Europa, Stati Uniti d'America, Canada, Israele |
| ultima domenica di gennaio             | Giornata mondiale per i malati di lebbra                                                                                   |                                                            |
| Febbraio                               | |                                                            |
| Primo venerdì di febbraio              | Giornata nazionale dei calzini spaiati (Italia)                                                                            |                                                            |
| 2 febbraio                             | Giornata mondiale delle zone umide                                                                                         | Convenzione di Ramsar                                      |
| 4 febbraio                             | Giornata mondiale per la lotta contro il cancro                                                                            | UICC.                                                      |
| 6 febbraio                             | Giornata mondiale per la sicurezza in rete                                                                                 | Unione europea                                             |
| 7 febbraio                             | Giornata contro il bullismo e il cyberbullismo                                                                             |                                                            |
| 10 febbraio                            | Giorno del ricordo |                                                            |
| 11 febbraio                            | Giornata mondiale del malato                                                                                               |                                                            |
| 11 febbraio                            | Giornata internazionale delle donne e delle ragazze nella scienza                                                          | ONU (A/RES/70/474/Add.2)                                   |
| 11 febbraio                            | Giornata europea del Numero di emergenza unico europeo                                                                     |                                                            |
| 12 febbraio                            | Darwin Day |                                                            |
| 12 febbraio                            | Giornata mondiale della radio                                                                                              | ONU (36 C/Resolution 632)                                  |
| 14 febbraio                            | San Valentino - Ricorrenza dedicata agli innamorati                                                                        | Papa Gelasio I                                             |
| 17 febbraio                            | Giornata nazionale del gatto                                                                                               |                                                            |
| 18 febbraio                            | Giornata mondiale della sindrome di Asperger                                                                               |                                                            |
| 20 febbraio                            | Giornata mondiale della giustizia socialeGiornata mondiale delle balene                                                    |                                                            |
| 21 febbraio                            | Giornata internazionale della lingua madre                                                                                 | ONU (A/RES/56/262)                                         |
| 29 febbraio (28 in anni non bisestili) | Giornata internazionale delle Malattie Rare                                                                                | EURORDIS (2008)                                            |
| Marzo                                  | |                                                            |
| Terzo martedì di marzo                 | Giornata mondiale del servizio sociale                                                                                     |                                                            |
| 3 marzo                                | Giornata internazionale dell'udito                                                                                         |                                                            |
| 5 marzo                                | Giornata internazionale della grappa                                                                                       |                                                            |
| 8 marzo                                | Giornata internazionale della donna                                                                                        | ONU (20 C/Resolution 13.2)                                 |
| 14 marzo                               | Giornata internazionale del Pi greco                                                                                       |                                                            |
| 15 marzo                               | Giornata internazionale contro i disturbi alimentari                                                                       |                                                            |
| 17 marzo                               | Giornata mondiale del sonno                                                                                                |                                                            |
| 18 marzo                               | Giornata nazionale in memoria di tutte le vittime dell'epidemia da coronavirus                                             | [ 9 ]                                                      |
| 20 marzo                               | Giornata internazionale della felicità                                                                                     | ONU (A/RES/66/281)                                         |
| 21 marzo                               | Giornata internazionale per l'eliminazione della discriminazione razziale                                                  | ONU (14 C/Resolution 11)                                   |
| 21 marzo                               | Giornata internazionale delle foreste                                                                                      |                                                            |
| 21 marzo                               | Giornata mondiale della poesia                                                                                             | ONU (30 C/Resolution 29)                                   |
| 21 marzo                               | Giornata internazionale del Nowruz                                                                                         | ONU                                                        |
| 21 marzo                               | Giornata mondiale per la sindrome di Down                                                                                  | ONU (A/RES/66/149)                                         |
| 22 marzo                               | Giornata mondiale dell'acqua                                                                                               | (ONU) (A/RES/47/193)                                       |
| 23 marzo                               | Giornata mondiale della meteorologia                                                                                       |                                                            |
| 24 marzo                               | Giornata internazionale per il diritto alla verità sulle gravi violazioni dei diritti umani e per la dignità delle vittime | ONU                                                        |
| 24 marzo                               | Giornata mondiale per la lotta alla tubercolosi                                                                            | ONU                                                        |
| 24 marzo                               | Giornata nazionale per la promozione della lettura                                                                         | Italia                                                     |
| 25 marzo                               | Giornata internazionale di commemorazione delle vittime della schiavitù e della tratta transatlantica degli schiavi        | (ONU)                                                      |
| 25 marzo                               | Giornata internazionale della solidarietà per i membri del personale ONU arrestati o scomparsi                             | ONU (A/RES/49/59)                                          |
| 27 marzo                               | Giornata mondiale del teatro                                                                                               |                                                            |
| Aprile                                 | |                                                            |
| 2 aprile                               | Giornata mondiale per l'autismo                                                                                            | (ONU) A/RES/62/139                                         |
| 4 aprile                               | Giornata internazionale per la sensibilizzazione sulle mine e l’azione contro le mine                                      | (ONU) A/RES/60/97                                          |
| 5 aprile                               | Giornata internazionale della coscienza                                                                                    | ONU                                                        |
| 6 aprile                               | Giornata internazionale dello sport per lo sviluppo e la pace                                                              | (ONU) A/RES/67/296                                         |
| 7 aprile                               | Giornata internazionale della salute                                                                                       |                                                            |
| 7 aprile                               | Giornata della memoria del genocidio del 1994 contro i Tutsi in Ruanda                                                     | ONU                                                        |
| 12 aprile                              | Giornata internazionale dei viaggi dell'uomo nello spazio                                                                  | (ONU) A/RES/65/271                                         |
| 14 aprile                              | Giornata internazionale della malattia di Chagas                                                                           |                                                            |
| 20 aprile                              | Giornata della lingua cinese                                                                                               |                                                            |
| 21 aprile                              | Giornata mondiale della creatività e dell'innovazione                                                                      | ONU                                                        |
| 22 aprile                              | Giornata della Terra |                                                            |
| 22 aprile                              | Giornata internazionale delle ragazze nelle tecnologie dell'informazione e della comunicazione                             |                                                            |
| 23 aprile                              | Giornata della lingua inglese                                                                                              |                                                            |
| 23 aprile                              | Giornata della lingua spagnola                                                                                             |                                                            |
| 23 aprile                              | Giornata mondiale del libro e del diritto d'autore                                                                         | (ONU) (28 C/Resolution 3.18)                               |
| 23 aprile                              | Giornata mondiale contro le persecuzioni dei Cristiani nel mondo                                                           |                                                            |
| 24 aprile                              | Giornata mondiale contro la meningite                                                                                      |                                                            |
| 24 aprile                              | Giornata internazionale del multilateralismo e della diplomazia per la pace                                                |                                                            |
| 25 aprile                              | Giornata mondiale della malaria                                                                                            |                                                            |
| 26 aprile                              | Giornata mondiale della proprietà intellettuale                                                                            |                                                            |
| 27 aprile                              | Giornata mondiale del disegno                                                                                              |                                                            |
| 28 aprile                              | Giornata mondiale delle vittime dell'amianto                                                                               |                                                            |
| 29 aprile                              | Giornata internazionale della danza                                                                                        |                                                            |
| 30 aprile                              | Giornata internazionale del jazz                                                                                           | (ONU) (36 C/Resolution 39)                                 |
| Maggio                                 | |                                                            |
| Prima domenica di maggio               | Giornata mondiale della risata                                                                                             |                                                            |
| 1º maggio                              | Festa dei lavoratori |                                                            |
| 3 maggio                               | Giornata mondiale della libertà di stampa                                                                                  | (ONU) (26 C/Resolution 4.3)                                |
| 5 maggio                               | Giornata internazionale delle ostetriche                                                                                   |                                                            |
| 5 maggio                               | Giornata mondiale dell'igiene delle mani                                                                                   |                                                            |
| 8 maggio                               | Giornata mondiale della Croce Rossa e Mezzaluna Rossa                                                                      |                                                            |
| 9 maggio                               | Giornata mondiale della lentezza                                                                                           |                                                            |
| 9 maggio                               | Giornata dell'Europa | UE                                                         |
| 9 maggio                               | Giornata nazionale in memoria delle vittime del terrorismo                                                                 |                                                            |
| 12 maggio                              | Giornata internazionale dell'infermiere                                                                                    |                                                            |
| 15 maggio                              | Giornata internazionale delle famiglie                                                                                     |                                                            |
| 17 maggio                              | Giornata internazionale contro l'omofobia, la bifobia e la transfobia                                                      |                                                            |
| 20 maggio                              | Giornata internazionale delle api                                                                                          |                                                            |
| 21 maggio                              | Giornata mondiale per la diversità culturale per il dialogo e lo sviluppo                                                  |                                                            |
| 22 maggio                              | Giornata internazionale della biodiversità                                                                                 |                                                            |
| 23 maggio                              | Giornata nazionale della legalità                                                                                          |                                                            |
| 24 maggio                              | Giornata europea delle aree protette                                                                                       |                                                            |
| 25 maggio                              | Giornata mondiale dell'Africa                                                                                              | (ONU) (26 C/Resolution 4.3)                                |
| 28 maggio                              | Giornata mondiale del gioco                                                                                                |                                                            |
| 29 maggio                              | Giornata internazionale dei peacekeeper                                                                                    |                                                            |
| 31 maggio                              | Giornata mondiale senza tabacco                                                                                            |                                                            |
| Giugno                                 | |                                                            |
| 1 giugno                               | Giornata mondiale della barriera corallina                                                                                 |                                                            |
| 2 giugno                               | Giornata mondiale sui disturbi del comportamento alimentare                                                                |                                                            |
| 3 giugno                               | Giornata mondiale della bicicletta                                                                                         |                                                            |
| 4 giugno                               | Giornata internazionale dei bambini innocenti vittime di aggressioni                                                       |                                                            |
| 5 giugno                               | Giornata mondiale dell'ambiente                                                                                            |                                                            |
| 12 giugno                              | Giornata mondiale contro il lavoro minorile                                                                                |                                                            |
| 14 giugno                              | Giornata mondiale del donatore di sangue                                                                                   |                                                            |
| 15 giugno                              | Anniversario fondazione Croce Rossa Italiana                                                                               |                                                            |
| 15 giugno                              | Giornata mondiale del vento                                                                                                |                                                            |
| 17 giugno                              | Giornata mondiale dedicata alla lotta alla desertificazione                                                                |                                                            |
| 18 giugno                              | Giornata internazionale per la gastronomia sostenibile                                                                     |                                                            |
| 19 giugno                              | Giornata internazionale dello Yoga                                                                                         |                                                            |
| 20 giugno                              | Giornata mondiale dei profughi                                                                                             |                                                            |
| 21 giugno                              | Giornata mondiale della SLA                                                                                                |                                                            |
| 21 giugno                              | Giornata nazionale della lotta a leucemia, linfomi e mieloma                                                               |                                                            |
| 21 giugno                              | Festa della musica |                                                            |
| 23 giugno                              | United Nations Public Service Day                                                                                          |                                                            |
| 26 giugno                              | Giornata internazionale contro l'abuso ed il traffico illecito di stupefacenti                                             |                                                            |
| 26 giugno                              | Giornata internazionale per le vittime di tortura                                                                          |                                                            |
| Luglio                                 | |                                                            |
| Primo sabato di luglio                 | Giornata internazionale delle cooperative                                                                                  |                                                            |
| 5 luglio                               | Giornata di azione europea raccolta coperchi di plastica                                                                   |                                                            |
| 6 luglio                               | Giornata internazionale del bacio                                                                                          |                                                            |
| 9 luglio                               | Giornata mondiale della massellanza                                                                                        |                                                            |
| 11 luglio                              | Giornata mondiale della popolazione                                                                                        |                                                            |
| 15 luglio                              | Giornata mondiale delle capacità dei Giovani                                                                               |                                                            |
| 18 luglio                              | Nelson Mandela International Day                                                                                           |                                                            |
| 28 luglio                              | Giornata Mondiale contro l’Epatite                                                                                         |                                                            |
| 30 luglio                              | Giornata mondiale dell'amicizia                                                                                            |                                                            |
| 30 luglio                              | Giornata mondiale contro la tratta delle persone                                                                           |                                                            |
| Agosto                                 | |                                                            |
| 8 agosto                               | Giornata internazionale del gatto                                                                                          |                                                            |
| 9 agosto                               | Giornata internazionale dei popoli indigeni                                                                                |                                                            |
| 12 agosto                              | Giornata internazionale della gioventù                                                                                     |                                                            |
| 13 agosto                              | Giornata internazionale dei mancini                                                                                        |                                                            |
| 19 agosto                              | Giornata mondiale dell'aiuto umanitario                                                                                    |                                                            |
| 19 agosto                              | Giornata internazionale dell'orango                                                                                        |                                                            |
| 20 agosto                              | Giornata Mondiale della Zanzara                                                                                            |                                                            |
| 23 agosto                              | Giornata internazionale della commemorazione del commercio degli schiavi e della sua abolizione                            |                                                            |
| 30 agosto                              | Giornata internazionale dei desaparecidos                                                                                  |                                                            |
| Settembre                              | |                                                            |
| 4 settembre                            | Giornata mondiale del benessere sessuale                                                                                   |                                                            |
| 7 settembre                            | Giornata internazionale dell'aria pulita per i cieli blu                                                                   |                                                            |
| 8 settembre                            | Giornata internazionale dell'alfabetizzazione                                                                              |                                                            |
| 16 settembre                           | Giornata internazionale sulla protezione della fascia di ozono stratosferico                                               |                                                            |
| 17 settembre                           | Giornata internazionale della sicurezza del paziente                                                                       |                                                            |
| 19 settembre                           | International Talk Like a Pirate Day                                                                                       |                                                            |
| 21 settembre                           | Giornata internazionale della pace                                                                                         | ONU                                                        |
| 23 settembre                           | Notte Bianca dello Sport                                                                                                   |                                                            |
| 26 settembre                           | Giornata europea delle lingue                                                                                              | Consiglio d'Europa                                         |
| 26 settembre                           | Giornata internazionale per l’eliminazione totale delle armi nucleari                                                      | (ONU) (A/RES/68/32)                                        |
| 27 settembre                           | Giornata mondiale del turismo                                                                                              |                                                            |
| 28 settembre                           | Giornata internazionale per l'accesso universale alle informazioni                                                         | (UNESCO) - Resolution (38 C/70)                            |
| 29 settembre                           | Giornata mondiale del cuore                                                                                                |                                                            |
| ultima domenica di settembre           | Giornata mondiale del sordo                                                                                                |                                                            |
| Ottobre                                | |                                                            |
| Primo lunedì di ottobre                | Giornata mondiale dell'habitat                                                                                             |                                                            |
| 1º ottobre                             | Giornata internazionale delle persone anziane                                                                              |                                                            |
| 2 ottobre                              | Giornata internazionale della nonviolenza                                                                                  |                                                            |
| 2 ottobre                              | Giornata internazionale del sorriso                                                                                        |                                                            |
| 2 ottobre                              | Giornata degli angeli custodi                                                                                              |                                                            |
| 2 ottobre                              | Festa dei nonni |                                                            |
| 5 ottobre                              | Giornata mondiale degli insegnanti                                                                                         |                                                            |
| 8 ottobre                              | Giornata internazionale degli zombie                                                                                       |                                                            |
| Secondo giovedì di ottobre             | Giornata mondiale della vista                                                                                              |                                                            |
| 9 ottobre                              | Giornata mondiale della posta                                                                                              |                                                            |
| 10 ottobre                             | Giornata mondiale contro la pena di morte                                                                                  |                                                            |
| 10 ottobre                             | Giornata mondiale della salute mentale                                                                                     |                                                            |
| 13 ottobre                             | Giornata internazionale per la riduzione del rischio da disastri naturali                                                  |                                                            |
| 14 ottobre                             | Giornata mondiale dell'indipendenza degli army                                                                             |                                                            |
| 16 ottobre                             | Giornata mondiale dell'alimentazione                                                                                       |                                                            |
| 16 ottobre                             | Giornata europea per la rianimazione cardio-polmonare                                                                      |                                                            |
| 17 ottobre                             | Giornata mondiale del rifiuto della miseria                                                                                |                                                            |
| 24 ottobre                             | Giornata delle Nazioni Unite                                                                                               |                                                            |
| 24 ottobre                             | Giornata mondiale dell'informazione sullo sviluppo                                                                         |                                                            |
| 27 ottobre                             | Giornata mondiale del patrimonio audiovisivo                                                                               | UNESCO                                                     |
| Novembre                               | |                                                            |
| 1º novembre                            | Giornata mondiale del veganismo                                                                                            |                                                            |
| 6 novembre                             | Giornata internazionale per la prevenzione dello sfruttamento dell'ambiente nella guerra e nei conflitti armati            |                                                            |
| 13 novembre                            | Giornata mondiale della gentilezza                                                                                         |                                                            |
| 14 novembre                            | Giornata mondiale del diabete                                                                                              |                                                            |
| 16 novembre                            | Giornata internazionale della tolleranza                                                                                   | (ONU) (A/RES/51/95)                                        |
| 17 novembre                            | Giornata internazionale degli studenti                                                                                     |                                                            |
| 18 novembre                            | Giornata europea per la protezione dei minori contro lo sfruttamento e l’abuso sessuale                                    | Consiglio d'Europa                                         |
| 19 novembre                            | Giornata internazionale dell'uomo                                                                                          |                                                            |
| 20 novembre                            | Giornata internazionale dell'industrializzazione dell'Africa                                                               |                                                            |
| 20 novembre                            | Giornata universale del bambino                                                                                            | (ONU) (A/RES/836 (IX))                                     |
| 21 novembre                            | Giornata mondiale della televisione                                                                                        |                                                            |
| 22 novembre                            | Giornata nazionale per la sicurezza nelle scuole                                                                           | Italia                                                     |
| 25 novembre                            | Giornata internazionale per l'eliminazione della violenza contro le donne                                                  | (ONU) (A/RES/54/134)                                       |
| 29 novembre                            | Giornata internazionale di solidarietà per il popolo palestinese                                                           | (ONU) (A/RES/32/40B)                                       |
| Dicembre                               | |                                                            |
| 1º dicembre                            | Giornata mondiale contro l'AIDS                                                                                            | (ONU) (130 EX/INF.3)                                       |
| 2 dicembre                             | Giornata internazionale per l'abolizione della schiavitù                                                                   | (ONU)                                                      |
| 3 dicembre                             | Giornata internazionale delle persone con disabilità                                                                       | (ONU) (A/RES/47/3)                                         |
| 5 dicembre                             | Giornata internazionale del volontariato per lo sviluppo economico e sociale                                               | (ONU)                                                      |
| 7 dicembre                             | Giornata internazionale dell'aviazione civile                                                                              | ICAO                                                       |
| 9 dicembre                             | Giornata internazionale contro la corruzione                                                                               | (ONU)                                                      |
| 10 dicembre                            | Giornata mondiale dei diritti umani                                                                                        | (ONU) (A/RES/423 (V))                                      |
| 10 dicembre                            | Giornata internazionale dei diritti degli animali                                                                          |                                                            |
| 11 dicembre                            | Giornata internazionale della montagna                                                                                     | (ONU)                                                      |
| 12 dicembre                            | Giornata mondiale della Copertura Sanitaria Universale                                                                     |                                                            |
| 18 dicembre                            | Giornata internazionale dei migranti                                                                                       | (ONU) (A/RES/55/93)                                        |
| 20 dicembre                            | Giornata internazionale della solidarietà umana                                                                            | (ONU)                                                      |
| 27 dicembre                            | Giornata internazionale per la preparazione contro le epidemie                                                             |                                                            |

## Settimane
- 25-31 maggio - Settimana della solidarietà con i popoli dei territori non autodeterminati
- Prima settimana di agosto - Settimana dell'allattamento materno nel mondo (in Italia prima settimana di ottobre)
- 23-30 settembre Settimana Europea dello Sport[29]
- Ultima settimana di settembre Settimana della pace
- 1-7 ottobre - Settimana mondiale dell'allattamento (in Italia)
- 1-7 ottobre - Settimana vegetariana mondiale
- 4-10 ottobre - Settimana mondiale dello spazio
- 24-30 ottobre - Settimana del disarmo
- 16-24 novembre - Settimana europea per la riduzione dei rifiuti (SERR)

## Anni

### Prima del 1950
- 1882/1883, 1932/1933 - Anno polare internazionale

### 1950
- 1957/1958 - Anno geofisico internazionale
- 1959/1960 - Anno mondiale dei rifugiati

#### 1960
- 1961 - Anno internazionale della salute e della ricerca medica
- 1965 - Anno internazionale della cooperazione
- 1967 - Anno internazionale del turismo
- 1968 - Anno internazionale dei diritti umani

#### 1970
- 1970 - Anno internazionale dell'educazione
- 1971 - Anno internazionale per la lotta contro il razzismo e la discriminazione razziale
- 1974 - Anno mondiale della popolazione
- 1975 - Anno internazionale delle donne
- 1978/1979 - Anno internazionale anti-apartheid
- 1979 - Anno internazionale del bambino

#### 1980
- 1981 - Anno internazionale delle persone disabili
- 1982 - Anno internazionale della mobilitazione per le sanzioni contro il Sudafrica
- 1983 - Anno mondiale delle comunicazioni
- 1984 - Anno delle donne in Sudafrica
- 1985 - Anno delle Nazioni Unite
- 1985 - Anno internazionale della gioventù
- 1986 - Anno internazionale della pace
- 1987 - Anno internazionale di rifugio per i senzatetto

#### 1990
- 1990 - Anno internazionale dell'alfabetizzazione
- 1992 - Anno internazionale dello spazio
- 1993 - Anno internazionale delle popolazioni indigene del mondo
- 1994 - Anno internazionale dello sport e dell'ideale olimpico
- 1994 - Anno internazionale della famiglia
- 1995 - Anno mondiale della commemorazione popolare delle vittime della seconda guerra mondiale
- 1995 - Anno delle Nazioni Unite per la tolleranza
- 1996 - Anno internazionale per l'eliminazione della povertà
- 1998 - Anno internazionale dell'oceano
- 1999 - Anno internazionale delle persone anziane

#### 2000
- 2000 - Anno internazionale del ringraziamento
- 2000 - Anno internazionale per la cultura della pace
- 2000 - Anno internazionale della matematica
- 2001 - Anno internazionale della mobilitazione contro il razzismo, la discriminazione razziale, la xenofobia e l'intolleranza
- 2001 - Anno internazionale dei volontari
- 2001 - Anno delle Nazioni Unite per il dialogo tra le civiltà
- 2002 - Anno internazionale dell'ecoturismo
- 2002 - Anno internazionale delle montagne
- 2002 - Anno delle Nazioni Unite per l'eredità culturale
- 2003 - Anno internazionale dell'acqua dolce
- 2003 - Anno europeo delle persone con disabilità
- 2004 - Anno internazionale per la commemorazione della lotta contro la schiavitù e la sua abolizione[58]
- 2004 - Anno internazionale del riso
- 2005 - Anno internazionale della fisica
- 2005 - Anno internazionale dello sport e dell'educazione fisica
- 2005 - Anno internazionale del microcredito
- 2006 - Anno internazionale dei deserti e della desertificazione
- 2007 - Anno del delfino (esteso al 2008)
- 2007 - Anno dei diritti degli sfollati in Colombia
- 2008 - Anno internazionale del pianeta Terra
- 2008 - Anno internazionale delle lingue
- 2008 - Anno internazionale della patata
- 2008 - Anno internazionale per l'igiene
- 2009 - Anno internazionale dell'astronomia
- 2009 - Anno internazionale delle fibre naturali
- 2009 - Anno internazionale della riconciliazione

#### 2010
- 2010 - Anno internazionale delle comunicazioni
- 2011 - Anno internazionale della chimica
- 2011 - Anno internazionale per le persone con origini africane
- 2011 - Anno Internazionale delle foreste
- 2012 - Anno Internazionale delle cooperative
- 2012 - Anno Internazionale dell'energia sostenibile per tutti
- 2013 - Anno internazionale della Quinoa
- 2013 - Anno internazionale della cooperazione idrica
- 2014 - Anno internazionale dell'agricoltura famigliare
- 2014 - Anno internazionale della cristallografia
- 2015 - Anno internazionale dei suoli
- 2015 - Anno europeo per lo sviluppo
- 2015 - Anno Internazionale della Luce
- 2016 - Anno internazionale dei legumi
- 2017 - Anno internazionale del turismo sostenibile per lo sviluppo.
- 2019 - Anno Internazionale della Tavola Periodica degli elementi chimici; Anno Internazionale delle Lingue Indigene; Anno Internazionale della Moderazione

#### 2020
- 2020 - Anno internazionale della salute delle piante[59]
- 2020 - Anno internazionale dell'Infermiere e dell'Ostetrica[60]
- 2021 - Anno internazionale dell'Economia Creativa per lo Sviluppo Sostenibile[61]
- 2021 - Anno internazionale della frutta e della verdura[62]
- 2022 - Anno internazionale della pesca e dell'acquacoltura[63]
- 2022 - Anno internazionale del vetro[64]
- 2022 - Anno Internazionale delle Scienze di Base per lo Sviluppo Sostenibile[65]
- 2022 - Anno Internazionale dello Sviluppo Sostenibile della Montagna[65]
- 2023 - Anno internazionale del dialogo come garanzia di pace[66]
- 2023 - Anno internazionale del miglio[67]

## Decenni
- 1960–1970 - Primo decennio delle Nazioni Unite per lo sviluppo
- Anni '70 - Decennio del disarmo
- 1971–1980 - Secondo decennio delle Nazioni Unite per lo sviluppo
- 1973–1983 - Decennio della lotta al razzismo e alla discriminazione razziale
- 1976–1985 - Decennio delle Nazioni Unite per le donne
- 1994–2004 - Primo decennio internazionale per le popolazioni indigene del mondo
- 1997–2006 - Primo decennio delle Nazioni Unite per l'eliminazione della povertà
- 2000–2010 - Secondo decennio internazionale per l'eliminazione del colonialismo
- 2001–2010 - Decennio internazionale di promozione di una cultura della nonviolenza e della pace a profitto dei bambini del mondo
- 2003–2012 - Decennio delle Nazioni Unite per l'alfabetizzazione
- 2005–2014 - Decennio delle Nazioni Unite sull'educazione per uno sviluppo sostenibile
- 2005–2014 - Secondo decennio internazionale per le popolazioni indigene del mondo
- 2005–2015 - Decennio dell'acqua per la vita
- 2006–2016 - Decennio del risanamento e dello sviluppo sostenibile delle regioni colpite dal disastro di Chernobyl
- 2008–2017 - Secondo decennio delle Nazioni Unite per l'eliminazione della povertà
- 2010–2020 - Decennio delle Nazioni Unite per i deserti e per la lotta alla desertificazione
- 2011–2020 - Terzo decennio internazionale per l'eliminazione del colonialismo
- 2011–2020 - Decennio delle Nazioni Unite della biodiversità
- 2011–2020 - Decennio della sicurezza sulle strade
- 2014–2024 - Decennio delle Nazioni Unite dell'energia sostenibile per tutti
- 2015–2024 - Decennio internazionale delle persone di discendenza africana